# Harmen Zondervan
Harmen Zondervan (Zutphen, 7 juli 1916 — Hoorn, 9 april 1995) was een toneelspeler.
Zondervan doorliep het gymnasium en werkte na de oorlog bij de Koninklijke Marine. Hij raakte door het lekespel bevriend met Martinus Nijhoff, die hem vroeg een beroepsgroep voor religieus drama te beginnen. Nijhoff kwam te overlijden, maar met Willy Haak en Georgette Hagedoorn richtte hij de lekespelgroep "Martinus" op, waarmee hij o.m. jaarlijkse televisie-uitzendingen verzorgde.
Hij was afgevaardigde van Nederland op The International Religious Drama Conference in 1960 en 1965. Zondervan speelde verder bij verschillende toneelgezelschappen. Hij speelde onder andere in 1967 mee in het stuk Volpone, dat later ook op televisie te zien was.
Daarna ging hij rechten en kunstgeschiedenis studeren en werkte later in een museum in Amsterdam.
Hij overleed in 1995 in Hoorn.